# Nothylemera vinolibata
Nothylemera vinolibata là một loài bướm đêm trong họ Geometridae.